# Orizatlán
Esta página se refiere a una localidad. Para el municipio homónimo véase Municipio de San Felipe Orizatlán
Orizatlán es una localidad mexicana, cabecera municipal del municipio de San Felipe Orizatlán en el estado de Hidalgo.

## Geografía
Se encuentra en la región geográfica de la Huasteca hidalguense; a la localidad le corresponden las coordenadas geográficas 21°10′15.397″ de latitud norte y 98°36′28.135″ de longitud oeste, con una altitud de 175 m s. n. m. Cuenta con un clima semicálido húmedo con lluvias todo el año; con una temperatura media anual de 23 °C, y una precipitación pluvial de 1 mil 705 milímetros por año y el período de lluvias es durante el verano.
En cuanto a fisiografía se encuentra en la provincia de la Sierra Madre Oriental, dentro de la subprovincia del Carso Huasteco; su terreno es de sierra. En lo que respecta a la hidrología se encuentra posicionado en la región del Pánuco, dentro de la cuenca el río Moctezuma, y la subcuencas del río San Pedro.

## Demografía
De acuerdo con el Censo de Población y Vivienda 2020 del INEGI; la localidad tiene una población de 7037 habitantes, lo que representa el 18.28 % de la población municipal. De los cuales 3336 son hombres y 3701 son mujeres; con una relación de 90.14 hombres por 100 mujeres.
Las personas que hablan alguna lengua indígena, es de 1374 personas, alrededor del 19.53 % de la población de la ciudad. En la ciudad hay 28 personas que se consideran afromexicanos o afrodescendientes, alrededor de 0.40 % de la población de la ciudad.
De acuerdo con datos del censo INEGI 2020, unas 5841 declaran practicar la religión católica; unas 832 personas declararon profesar una religión protestante o cristiano evangélico; 0 personas declararon otra religión; y unas 362 personas que declararon no tener religión o no estar adscritas en alguna, pero ser creyentes.
| Gráfica de evolución demográfica de Orizatlán entre 1900 y 2020 |
|                                                                 |
| Población registrada por los censos y conteos del INEGI.        |